# Мамедов, Шохрат Эльчин оглы
Мамедов, Шохрат Эльчин оглы (азерб. Şöhrət Elçin oğlu Məmmədov, род. 1 июля 1995, Ферахли, Газахский район) — Азербайджанский певец, автор песен.

## Биография и карьера
Шохрат Мамедов родился 1 июля 1995 года в селе Ферахли Казахского района. В 2001-2009 годах учился в средней школе имени Камрана Керимова в селе Ферехли. В 2009 году продолжил обучение в средней школе № 2 имени Самеда Вургуна Казахского района. В 2012 году поступил на 1 курс Военной академии Госпогранслужбы, окончил эту же академию в 2016 году после прохождения профессиональной военной подготовки и продолжил военную службу в звании первого военного лейтенанта. В 2018 году Шохрат Мамедов покинул ряды Госпогранслужбы  и решил прекратить службу. Шохрат Мамедов, с детства страстно увлекался музыкой, начал свою музыкальную карьеру после службы в армии. Текст и композиция его первой песни была его собственной песней «Ay Ömrüm», и с этой песней он за короткое время завоевал любовь и интерес большой публики. Вызвав большой интерес в области музыки со своей песней «Ay Ömrüm», Шохрат  сблизил своих слушателей, продолжая создавать множество хитов. За свою карьеру он за короткое время завоевал любовь миллионов на цифровых платформах своей песней «Öpüm Nəfəsindən». Эта песня исполнялась в нескольких странах. А также исполнили эту песню Турецкие артисты Мустафа Чечели и Экин Узунлар. Песня «Olarmı», представленная Мамедовым, несколько дней назад завоевала любовь миллионов, и  за короткое время вызвала большой интерес. Его последней песне «O Sənsən» за короткое время вышла на первое место на тренде в Ютуб.

## Дискография

### Синглы
1. Bir Gözələ Vuruldum
2. Ay Qız
3. Ay Ömrüm
4. Mashup 1
5. Mashup 2
6. Səni Qəmgin Görəndə
7. Bir Gün Gələr Yarım
8. Havalandım
9. Bir Arzu Tut
10. Gecə Sevdiyin İnsanlar
11. Xatirələr
12. Aylara
13. Ay Ömrüm
14. Gülüm Gülüm
15. Olsun Olsun (Burak Şerit Remix)
16. Qəlbim
17. Sus
18. Türkish Mashup
19. Xəstə
20. Yalan Dünya
21. Məni Düşünərsən (& Cavid Tağızadə)
22. Sus (& Səbinə Selcan)
23. Popuri
24. Ahuzar İçində (Remix)
25. Şəhidim
26. Öpüm Nəfəsindən
27. Allahım
28. İrəli Əsgərim
29. Olarmı
30. O Sənsən
31. Adını qoymadığım